# Bellevalia sessiliflora
Bellevalia sessiliflora là một loài thực vật có hoa trong họ Măng tây. Loài này được (Viv.) Kunth mô tả khoa học đầu tiên năm 1843.